# Giovannona Coscialunga disonorata con onore
Giovannona Coscialunga disonorata con onore è un film italiano del 1973 diretto da Sergio Martino.

## Trama
L'industriale del Norditalia, commendator La Noce, proprietario di un caseificio situato in Sicilia, finisce sotto inchiesta per inquinamento ambientale. Si mette perciò alla ricerca di protezione politica, e viene consigliato da un monsignore locale di rivolgersi all'onorevole siciliano Pedicò, noto sessuomane con l'abitudine di insidiare donne sposate, conquistandone la simpatia con l'offerta delle grazie della propria moglie, oltre a una lauta mazzetta.
La Noce non è intenzionato a servirsi di sua moglie, che tra l'altro appare inizialmente come una donna tutt'altro che appariscente, per cui incarica il proprio segretario Albertini di sostituirla con un'accompagnatrice. Dopo alcuni esilaranti tentativi andati a vuoto, il ragionier Albertini arruola Cocò, una prostituta dal fisico prorompente incontrata per strada.
Superata l'iniziale diffidenza di La Noce, viene organizzato il "casuale" incontro della "moglie" del commendatore con l'onorevole Pedicò durante un viaggio in vagone letto diretto in Sicilia, dove si ritrovano tutti i protagonisti della storia, in una girandola da commedia degli equivoci.

## Distribuzione
Il film è stato distribuito in Italia a partire dal 12 aprile 1973 e in Francia dall'11 ottobre 1978. Il film è anche conosciuto con i titoli Джованона-дългото бедро (Bulgaria), Desonrada, Porém Respeitável (Brasile), Joven y bella deshonrada con honor (Spagna), Mademoiselle cuisses longues (Francia), Mia mathitria, sosti Maliccia (Grecia), Juanita muslos de oro: deshonrada con honor (Perù), Джованнона - большие бёдра (URSS) e con il titolo internazionale in inglese Giovannona Long-Thigh.

## Accoglienza

### Critica
( Massimo Bertarelli, Il Giornale, 11 luglio 2000.)
(FilmTv.it)

## Nella cultura popolare
Nel film Il secondo tragico Fantozzi, durante la ribellione, gli impiegati della Megaditta costringono il superiore Guidobaldo Maria Riccardelli, appassionato cinefilo, a guardare legato L'esorciccio e Giovannona Coscialunga.